# Pont-aveni iskola

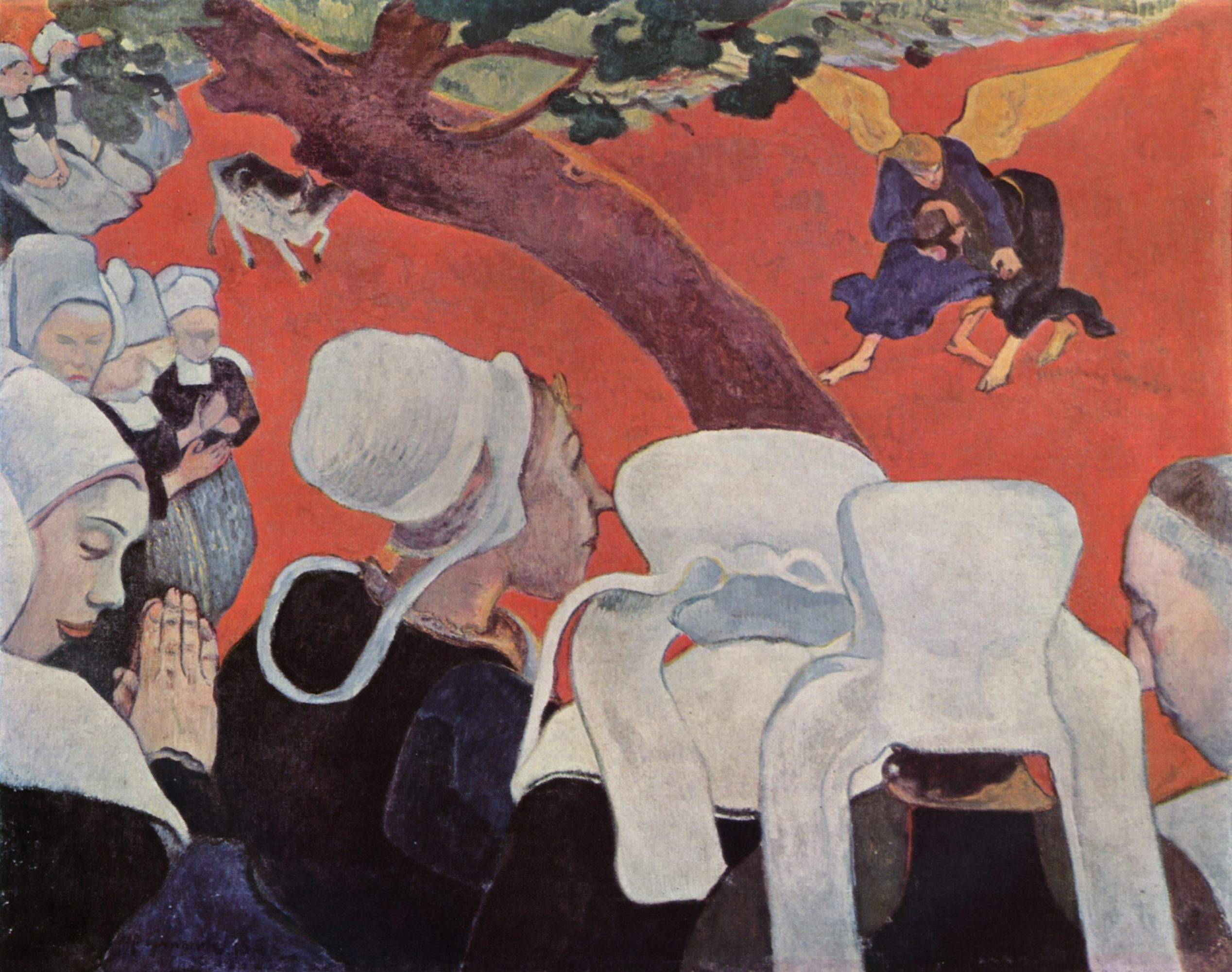
Paul Gauguin: Jákob harca az angyallal

A pont-aveni iskola (magyaros kiejtése kb. „pontáveni…”) festők egy csoportjának utólagos elnevezése, akikben az a közös, hogy a 19. század vége felé rendszeresen Pont-Avenbe, egy bretagne-i városkába jártak festeni. Ismertebb képviselői Paul Gauguin, Émile Bernard, Paul Sérusier, Louis Anquetin. Stílusazonosítóként a Gauguin és Bernard által kifejlesztett „szintetizmus” nevű posztimpresszionista irányzatot jelöli.

## Történet
A városka néhány kilométerre fekszik a tengerpartról, az Aven folyó partján, amelynek tölcsértorkolata egészen a városkáig benyúlik a szárazföldbe. Paul Gauguin 1886 júniusától novemberéig tartózkodott először itt, még magányosan, és az érintetlen vidéket, az embertömeg nélküli kisvárost kereste itt. Első ittlétének még nem volt különösebb jelentősége, de már ekkor meglátogatta Émile Bernard, akit a szintén festő Schuffenecker (Gauguin korábbi banktisztviselő kollégája), ajánlott be. A találkozó rövid, hűvös és sikertelen volt.
A második és immár meghatározó jelentőségű látogatásra 1888-ban került sor, és végső soron ekkor és itt alakult ki Gauguin saját művészi stílusa. Gauguin februártól októberig tartózkodott a városban, ahová egyre több tanítvány követte. Beszélgetéseik során fokozatosan alakult ki közös elképzelésük a festészetről, a tiszta színek, a nagy színfoltok alkalmazásáról. A csoport nemzetközinek is nevezhető, a franciákon (Charles Laval, Henri de Chamillard, Moret, Maufra, Jourdan) kívül ott volt a svájci Cuno Amiet, az amerikai O’Connor és mások. Augusztusban ismét meglátogatta Gauguint Bernard, és ekkor már szívélyes és termékeny beszélgetéseket folytattak, meggyorsítva Bernard művészi fejlődését és annak irányát. A találkozó ugyanakkor jelentős mértékben visszahatott Gauguin művészetére is, hiszen ezt követően festette meg korszakos jelentőségű Jákob harca az angyallal című festményét, amely a „cloisonizmus” és a „szintetizmus” nevekkel jellemzett új stílusának alapműve lett. A cloisonizmus lényege az, hogy átmenet nélküli nagy, tiszta színekkel festett foltokat alkalmaznak, amiket hangsúlyos kontúrok vesznek körül (cloison magyarul válaszfalat jelent, ami az üvegablakok és a rekeszzománcok technikájára utal). A szintetizmus azt az egyszerűsítő eljárást jelenti, amely mellőzi a színátmeneteket, a figurákat síkszerűen ábrázolja, és a művész általában nem modell után, hanem emlékezetből fest, így eredményként nem a konkrét tárgy, figura képe, hanem a téma lényege, eszméje jelenik meg a vásznon. A kettős fogalom együttesen tulajdonképpen a szimbolizmus esztétikáját fedi le.
Még ebben az évben meglátogatta a csoportot Paul Sérusier is, aki az itt szerzett tapasztalatok hatására festette meg Talizmánját egy szivarosdoboz aljára (), ami a Nabis kiinduló alapművévé vált.
A pont-aveniek első kiállítása 1889-ben volt, amit a világkiállítás területén lévő Volpini kávéházban rendeztek meg. A tárlaton Gauguin 17, Bernard 23 képpel szerepelt, mellettük Laval, Louis Anquetin, Schuffenecker, Fauché, Daniel és Roy állított még ki. A rendezvény címe Impresszionista és Szintetista Csoport Festészeti Kiállítása volt. Gauguin még az előző év végén két hónapot Arles-ben töltött Van Gogh-nál, majd tavasszal tért vissza Pont-Avenbe. Ekkorra azonban már akkora lett a csoport híre, hogy a festők és turisták tömege szinte lehetetlenné tette az alkotást. Ezért inkább egy közeli tanyán (Le Pouldu) telepedett le, és egy csendes vendéglőben lakott közel két évig. Ez a magányos időszak Gauguin életének igen termékeny és eredményes időszaka volt. A festőcsoportból Laval, Sérusier, Séguin csatlakozott időnként mellé.
A pont-aveni iskola Gauguin Tahitira való elutazása után gyakorlatilag megszűnt létezni, bár Sérusier megpróbálta életben tartani, de csak Charles Fillinger és Armand Séguin maradt. Nyilvánvaló, hogy az „iskolát” végig Gauguin szakmai tekintélye tartotta életben. Gauguin két tahiti utazása között még 1894-ben ideutazott, töltött is itt pár hónapot, de csak Séguint találta ott.

## A pont-aveni iskola festői
- Paul Gauguin
- Cuno Amiet
- Louis Anquetin
- Mogens Ballin
- Émile Bernard
- Robert Polhill Bevan
- Ernest Ponthier de Chamaillard
- Henri de Chamillard
- Maurice Denis
- Charles Filiger
- Meijer de Haan
- Émile Jourdan
- Charles Laval
- Gustave Loiseau
- Maxime Maufra
- Henri Moret
- Roderic O'Conor
- Franck C. Penfold
- Émile Schuffenecker
- Władysław Ślewiński
- Paul Sérusier
- Armand Séguin
- Jan Verkade
- Jens Ferdinand Willumsen